# Христо Иванджиков – Маестрото
Христо Иванджиков, наричан Маестрото, е културен деец, музикант и музикален педагог, ръководител на училищни и градски оркестри и хорове в град Кубрат.

## Биография
Роден е на 13 януари 1909 г. в Горско Сливово, Ловешка област, завършва гимназия в Сухиндол. През 1928 година се обучава в педагогически институт, за кратко учи музика в Софийската консерватория. Обучаван е и свири на цигулка и акордеон. Мобилизиран е през 1944 г., попада в плен, но успява да избяга.
Живее и работи в Кубрат от 1953 г. до смъртта си през март 1994 г. Като преподавател по музика създава училищен и градски хор с оркестър, в които работи с ученичката и бъдеща звезда Лили Иванова. Тя разказва за него в автобиографичната си книга:
| „ | Диригент на хора ни беше един прекрасен човек - Христо Иванджиков, изключително скромен и талантлив музикант, от когото имаше какво да научим. | “ |

Самият той твърди:
| „ | Музиката иска да ѝ се отдадеш изцяло. Тя не търпи друга обич. Който се е захванал с нея, ще я прегръща цял живот с душата си. И тя никога няма да го пусне. | “ |

## Памет
Монументът на Христо Иванджиков – Маестрото е изграден по инициатива и със средства на 155 негови възпитаници и сподвижници от различни професии – учители, предприемачи, инженери, полицаи, застрахователи. Паметната плоча също е изработена от ученик на Маестрото. Носи изображение на цигулка, открита е на 24 май 2011 в двора на СОУ „Христо Ботев“ – Кубрат, и гласи: 
| „ | Христо Иванджиков - учител и патриот | “ |

.